# チャンスボタン (パチンコ)
チャンスボタンとは、パチンコ・パチスロ機種に設置されている、演出切り替えなどの効果が発生する表示用のボタン。遊客を飽きさせないためのギミックである。

## 演出の一環
通常、パチンコの大当たりは「スタートチャッカーに玉が入った瞬間に当たり・はずれが決定する」システムであるため、チャンスボタンをいくら押したところで大当たり確率が向上したり、確変に昇格するなどということは一切ない。
チャンスボタンは単調になりがちなパチンコ遊技において、打ち手の遊客を飽きさせないための演出として、現在はほとんどのメーカーが導入している。主な効果としては
- チャンスボタンを押すことで、ゲーム中のキャラクター等の会話を表示させる（会話内容が大当たりへの期待度を表示することが多い）。
- メイン基板上は振り分けによって通常図柄による確変や多ラウンド大当たりが成立しているが、画面表示は単発・少ラウンド大当たりと見せかけ、ボーナスゲーム中にボタンを押させることでそれらに昇格する演出を採り入れ、ゲームを盛り上げる。
- ボタンを『連打させる』指示を表示し、客がそのようにすることで、大当たりになったり単発大当たりが確変に昇格したりするような演出。遊客が、さも自分の力で大当たりを引いたように見せ、ゲームを盛り上げる。

などがある。
いずれも演出の一環であり、ボタンの押・不押によって大当たりの行方が左右されることはなく、必ずしもボタンを押す必要性はない。ただ、ボタンを押さないことにより演出が発生しなくなるなど、ボタンを押した方が遊戯を楽しめるのは言うまでもない。
当初こそ台中央に設置されたボタンのみがチャンスボタンだったが、2010年代以降はタッチセンサー（三洋物産の海物語シリーズ専用枠など）やレバーもメインのチャンスボタンとは別に設けられ、これらもチャンスボタンの一種である。殆どの機種でせり出すメインボタンとともに高確演出で採り入れられる傾向にある。
チャンスボタン自体がモード選択の役目をしていることもあり、液晶演出の無い機種を中心にモード選択のみにチャンスボタンが機能していることもある。
なお、内部的には、演出・音量・光量を担当するサブ基板のみがチャンスボタンを認識しており、抽選を担当するメイン基板はチャンスボタンの存在を知らない（サブ基板からメイン基板に信号を送ることが規定で禁止されているため）。
チャンスボタン自体は2000年代頃から搭載が始まり、2004年の風営法改正から義務化された。当初こそ演出が非常に少なく、時代を追うごとに演出も増えた。また、チャンスボタンの制限時間可視化も2008年の『CRぱちんこ冬のソナタ2』（京楽産業.）から始まり、他社も相次いで導入され、2016年の内規改正から選択ボタンと共に義務化された。

### マナー
こうしたチャンスボタンのシステムを知らない遊客は遊戯台での演出が発生するとみだりにチャンスボタンを連打する光景が見られるが、上記のとおり全く抽選結果には意味をなさない事に留意。あくまでもチャンスボタンは遊戯台での演出を楽しむためのものである。
無意味に激しく連打しても遊戯台の故障に繋がるだけである。

## パチスロ台への導入
パチスロにおいても、5号機の中期頃からチャンスボタンを導入する台が増えてきている。MAXBETボタンがチャンスボタンを兼ねる場合もあったが、チャンスボタン演出がある機種は5.7号機から必ずMAXBETボタンとは別にチャンスボタンを実装しなければいけなくなった。
パチンコと異なり、制限時間は可視化されない。
パチスロにおいては、レバーを叩いた瞬間にボーナスや小役の当落が決定するため、パチンコ台と同様に、チャンスボタンを押したり、連打したところでハズレから当たりに変わることは一切無く、単なる演出に過ぎない。
しかし、一部の台においては、チャンスボタンを押さないことにより次のようなデメリットが発生する場合があり、注意を要する。
- ARTの残りゲーム数が表示されない（SANKYOのパチスロ創聖のアクエリオンなど）
- 連打後の結果が設定看破につながることがある。連打しない場合は表示されない。（サミーのパチスロ蒼天の拳など）

他にも、ボタンを押さないことによりボーナス確定画面の表示が遅くなり、結果的に数ゲーム分のメダルを損してしまうこともある。
更に、シンデレラブレイド（ネット）のARTゲーム数上乗せ演出「おしりペンペンタイム」では、チャンスボタンを連打しなくても上乗せするが、連打しない場合に比べて上乗せゲーム数の期待値が低くなる。チャンスボタンの連打機能が出玉性能に直結する初めてのケースである。